# Saint Edward
Pour l’article homonyme, voir Saint Edward (Nebraska).
Saint Edward est une communauté dans le comté de Prince sur l'Île-du-Prince-Édouard, au Canada, au nord-ouest d'Alberton.
Saint Edward est la communauté où le signal de plusieurs stations de radio et de télévision sont rediffusés dans l'ouest de l'Île-du-Prince-Édouard qui est à l'extérieur de la zone de transmission des stations à Charlottetown. Cela inclut CBCT, CBC Radio One et CBCT-FM de la CBC Television, CKCW de CTV, CBAFT de la SRC et CBAF-FM-15 de Première Chaîne.